# Frosinone (província)
A província de Frosinone é uma província italiana da região do Lácio com cerca de 477 950 habitantes, densidade de 147 hab/km². Está dividida em 91 comunas, sendo a capital Frosinone.
Faz fronteira a norte com o Abruzzo (província do Áquila), a este com o Molise (província de Isérnia), a sudeste com Campania (província de Caserta), a sul com a província de Latina e a oeste com a província de Roma.
A província foi estabelecida por decreto real em 6 de dezembro de 1926, com territórios pertencendo ao Lácio e à Campânia. As áreas da Campânia eram o vale esquerdo do rio Liri-Gagliano, o distrito de Sora, o vale Comino, o distrito de Cassino, o golfo de Fórmia e Gaeta, as Ilhas Pontinas, que até aquela época fizeram, por séculos, parte da província chamada Terra di Lavoro (Caserta), do Reino de Nápoles (ou Reino das Duas Sicílias)

## Principais comunas
Em 31 de maio de 2005, as principais comunas, por população, eram:
| Comune                     | Population |
| -------------------------- | ---------- |
| Frosinone                  | 48,621     |
| Cassino                    | 32,617     |
| Alatri                     | 27,993     |
| Sora                       | 26,430     |
| Ceccano                    | 22,495     |
| Ferentino                  | 20,523     |
| Veroli                     | 20,144     |
| Anagni                     | 19,330     |
| Pontecorvo                 | 13,214     |
| Monte San Giovanni Campano | 12,818     |
| Isola del Liri             | 12,072     |
| Fiuggi                     | 9,113      |
| Boville Ernica             | 8,927      |
| Ceprano                    | 8,341      |
| Paliano                    | 7,897      |
| Arpino                     | 7,720      |
| Roccasecca                 | 7,522      |
| Cervaro                    | 7,101      |
| Sant'Elia Fiumerapido      | 6,310      |
| Arce                       | 5,982      |
| Aquino                     | 5,301      |

## História
Os primeiros traços da presença humana na província datam dos tempos pré-históricos: um famoso crâneo do Homo erectus (o chamado Homo cepranensis, no Museu Pré-Histórico de Pofi), datando de 800 000 anos, constitui-se no mais antigo achado antigo da espécie Homo na Europa.
Nos tempos históricos (século X ao IX a.C.), a área, previamente ocupada pela chamada civilização pelasga, foi colonizada pelos protoindo-europeus. Esta chegada ecoou em numerosas lendas, como aquelas de Eneias e Saturno: este último, expulso do Monte Olimpo, teria vindo ao Lácio para ajudar os homens a fundar sete cidades cujos nomes se iniciam com "A" (Alatri e Agnani, por exemplo).

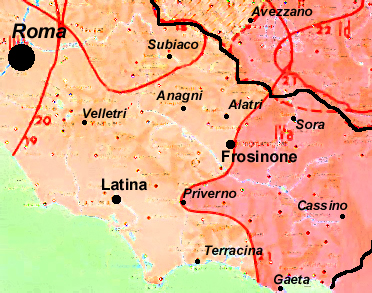
Mapa linguístico de Lácio meridional: italiano central em rosa e italiano do sul (língua napolitana) em magenta.

No século VII a.C. a área em que agora se encontra a província entrou na órbita de Roma, o que a transformou no chamado 
Latium adiectum ("Lácio adjunto"). Entretanto, Roma precisou de 300 anos para obter uma vitória definitiva contra os Volscos e os Hérnicos, que se romanizaram depois das guerras Social e Samnitas.
Depois da queda do Império Romano do Ocidente, a parte norte da província (usualmente referenciada como Campagna) passou a pertencer aos Estados Papais. Na Idade Média, a Abadia do Monte Cassino sempre foi um grande proprietário de terras e um elemento politicamente renomado da área. A parte sudeste era uma área de fronteira, que foi por muito tempo reclamada por outras potências da época, os Ducados de Benevento e Gaeta e o Condado de Aversa: anexado ao Reino de Nápoles sob os normandos (século XII), a partir do século XIV tornou-se parte do condado e depois, com status independente, do Ducado de Sora. Pontecorvo permaneceu um enclave papal a partir de 1463.
Depois da unificação da Itália, em 1927 o governo fascista tornou Frosinone a capital da província, o que unificou diferentes áreas que pertenciam aos estados Papal e Napolitano. Esta mudança provocou críticas, pois as regiões eram consideradas muito diferentes em história, língua e cultura, especialmente pelo nostálgico partido Bourbon, que manteve uma posição forte no sul da Itália por muitas décadas.